# Тюмер, Петра
Петра Тюмер (нем. Petra Thümer; род. 29 января 1961, Карл-Маркс-Штадт) — немецкая пловчиха, двукратная чемпионка летних Олимпийских игр 1976 года.

## Биография
Петра Тюмер родилась в 1961 году в Карл-Маркс-Штадте (ныне Хемниц). На летних Олимпийских играх 1976 года в Монреале 15-летняя Тюмер как представительница ГДР победила на дистанциях 400 и 800 м вольным стилем. На Чемпионате Европы по водным видам спорта 1977 года она завоевала три золотые медали. За свою карьеру она установила 5 мировых рекордов. В 1987 году она была включена в Зал Славы мирового плавания. Впоследствии на судебном процессе 1998 года выяснилось, что по указанию тренеров Тюмер принимала допинг. Её не включили в сборную на Чемпионате мира 1978 года, так как опасались, что она не пройдёт тест на допинг. Официальной причиной была указана травма.
В 1979 году Тюмер завершила карьеру в спорте, в дальнейшем работала фотографом. Она дважды была замужем: за олимпийским призёром Клаусом Катцуром и лыжником Альфом-Гердом Декертом. Оба брака закончились разводом.